# Катрина Балф
Катрина Балф (енгл. Caitríona Balfe; Даблин, 4. октобар 1979) ирска је глумица и бивша манекенка. Најпознатија је по улози Клер Фрејжер у  серији Туђинка, за коју је добила две People's Choice награде, четири Награде Сатурн и четири номинације за Златни глобус.

## Биографија
Рођена је у Даблину 4. октобара 1979. а одрасла у ирском селу Тидавнету, близу града Монахана. Отац јој је пензионисани наредник Гарде, и има шесторо браће и сестара. Осим енглеског, говори ирски и француски.
Студирала је драму на Даблинском технолошком институту, када јој је понуђено да ради као модел у Паризу. Напустила је школу и радила као модел 10 година. Учествовала у бројним рекламним кампањама и ревијама најпознатијих брендова, а затим се вратила глуми.
Глумила је у неколико филмова Супер 8, Велика илузија, План за бег, Игра новца, и Ле Ман '66: Славна 24 сата. Највећу популарност и признања стекла је серијом Туђика, коју снима од 2014. године.
Од 2014. године живи у Глазгову . Претходно је живела у Лос Анђелесу, а док се бавила манекенством живела је у  Њујорку, Паризу, Милану.
Покровитељ је добротворне организације за борбу против рака World Child Cancer. У априлу 2018. године, трчала је  Лондонски маратон и прикупила 39.623,69 долара за подршку организацији.
Удала се за ирског музичког продуцента Ентонија Макгила у августу 2019. године.

## Каријера

### Манекенство
Почела је да се бави модом након што ју је  модни агент приметио, док је у локалном тржном центру скупљала новац у добротворне сврхе.  Са 19 година, након што је неколико месеци радила као модел у Даблину, привукла је пажњу модног агента Форд Моделс, који јој је понудио прилику да ради у Паризу. Њен први посао у Паризу, била је престижна ревија за тридесету годишњицу бренда Кензо. Истакнути наступи у њеној модној каријери су отварање и затварање ревија за Шанел, Москино, Живанши, Долче & Габана, Алберта Ферети и Луј Витон.
Учествовала је на модној ревији Викторија'с сикрет 2002. године.. Била је на насловим странама часописа Воуг, Харпер'с Базар и Ел.
Учествовала је у рекламним кампањама за брендове Калвин Клајн, Макс Мара, Оскар де ла Рента, Москино, Леви`с, Долче & Габана. Била је заштитно лице H&M. У периоду од три године учествовала је на преко 250 ревија разних модних брендова, Марк Џејкобс, Нарцисо Родригез, Армани, Роберто Кавали, Макс Мара, Луј Витон, Живанши, Оскар де ла Рента, Мисони, Александар Меквин, Кензо и др. На врхунцу каријере модела убрајали су је у Топ 20 најтаженијих модела.

### Глума
Док је живела у Њујорку, играла је малу улогу у филму из 2006. године Ђаво носи Праду.
Када се 2009, после деценије каријере у моди, вратила свом првобитном избору каријере, преселила се из Њујорка у Лос Анђелес. Прву годину и по провела је узимајући часове глуме, прво у  Ворнер Лохлин Студију, затим Санфор Мејснер Центру и Џудит Вестон Студију.
Играла је мање улоге у неколико филмова. У филму Супер 8 глумила је мајку главног јунака, у Велика илузија, жену лика Мајкл Кејна, а у Плану за бег, адвоката који је ангажовао Силвестра Сталонеа.
У филму Унутрашња лепота из 2012. године  тумачила је Алекс #34. Филм је подељен на 6 епизода и говори о човеку Алексу, ког тумачи Тофер Грејс, који се сваки дан буди у другом телу.
У 2013. години глумила је у два музичка видеа. Први за песму "First Fires" британског музичара Бонобо, и други за "Хлороформ" француског бенда Феникс, који је режирала Софија Копола.
Током 2012. и 2013. године, играла је једну од главних улога у  Ворнер бросовој веб серији Х +, у којој је тумачила лик Бреане Шихан,  руководиоца једне биотехнолошке компаније која развија имплантирани рачунар који омогућава људима да буду повезани на Интернет 24 сата дневно.
У септембру 2013. изабрана је за главну улогу Клер Фрејжер, у телевизијској серији  Туђинка на Страз Тв каналу. Серија је заснована на серијалу књига Туђинка Дајане Габалдон. Премијера серије је била у августу 2014. године. Игра медицинску сестру која из средине 20. века путује кроз време у Шкотску у 1743. годину. Серија је добила одличне критике, као и Катрина за своју улогу.
У децембру 2014 Енретејмент Викли сврстао ју је међу 12 звезда у успону 2014.
У априлу 2015. године, добила је две номинације на Ирским филмским & телевизијским наградама, за Најбољу глумицу и за Звезду у успону, а часопис Пипл ју је уврстио у "50 најлепших људи на свету". Добила је Награду Сатурн за најбољу глумицу на телевизији 2015. и 2016. године. У новембру 2016, Шкотска Бафта ју је прогласила Најбољом глумицом на телевизији, а у фебруару 2018. на Ирским филмским & телевизијским наградама добила је награду Најбоља глумица у категорији драме. Има и четири номинације за Златни глобус, све за њену улогу у серији Туђинка.
Глумила је у филму Игра новца из 2016, који је режирала Џоди Фостер са Џорџом Клунијем и Џулијом Робертс у главним улогама.
У филму из 2019. године Ле Ман '66: Славна 24 сата, игра поред Мета Дејмона и Кристијана Бејла.

## Филмографија

### Филм
| Година | Наслов                     | Улога          | Напомене                            |
| ------ | -------------------------- | -------------- | ----------------------------------- |
| 2006   | Ђаво носи Праду            | Клакер         | Некредитирано                       |
| 2009   | Замисли ме                 | Она сама       | Документарни филм; такође продуцент |
| 2009   | Херкуловски напор          | Емили          | Краткометражни филм                 |
| 2011   | Супер 8                    | Елизабет Ламб  |                                     |
| 2011   | Живот пожуде               | Обри           | Краткометражни филм                 |
| 2012   | Вук                        | Сали           | Краткометражни филм                 |
| 2012   | Изгубљени Анђелес          | Вероник        |                                     |
| 2013   | Сломити                    | Енди           |                                     |
| 2013   | Велика илузија             | Јасмин Треслер |                                     |
| 2013   | План за бег                | Џесика Мајер   |                                     |
| 2015   | Цена жеље                  | Габријел Блох  |                                     |
| 2016   | Игра новца                 | Дајан Лестер   |                                     |
| 2019   | Ле Ман '66: Славна 24 сата | Моли Мајлс     |                                     |
| 2021   | Белфаст                    | Мама           |                                     |

### Телевизија
| Година     | Наслов                         | Улога        | Напомене                          |
| ---------- | ------------------------------ | ------------ | --------------------------------- |
| 2010       | Модни агент                    | Она сама     | Модни ментор; Циклус 2, епизода 2 |
| 2014–данас | Туђинка                        | Клер Фрејжер | главна улога                      |
| 2019       | Тамни кристал: Доба отпорности | Тавра(глас)  | 10 епизода - Нетфликс             |

### Интернет
| Година    | Наслов                | Улога        | Напомене  |
| --------- | --------------------- | ------------ | --------- |
| 2012      | Унутрашња лепота      | Алекс #34    |           |
| 2012–2013 | Х +: Дигитална серија | Бреана Шихан | 7 епизода |

## Награде и номинације
| Година | Номиновани рад | Награда                              | Категорија                                               | Резултат   |  |
| ------ | -------------- | ------------------------------------ | -------------------------------------------------------- | ---------- |  |
| 2015   | Туђинка        | ББС Америка награде публике          | Жена године                                              | Освојено   |  |
| 2015   | Туђинка        | Награде Англофил канала              | Најбоља глумица у телевизијској серији                   | Освојено   |  |
| 2015   | Туђинка        | Награда Сатурн                       | Награда Сатурн за најбољу глумицу на телевизији          | Освојено   |  |
| 2015   | Туђинка        | Ирске филмске & телевизијске награде | Најбоља глумица                                          | Номинација |  |
| 2015   | Туђинка        | Ирске филмске & телевизијске награде | Звезда у успону                                          | Номинација |  |
| 2015   | Туђинка        | Етрентејмент Викли награде           | Најбоља глумица у драмској серији                        | Освојено   |  |
| 2016   | Туђинка        | Награда публике                      | Омиљена глумица у научно-фантастичниј серији             | Освојено   |  |
| 2016   | Туђинка        | Награде Златни глобус                | Најбоља глумица у драмској серији                        | Номинација |  |
| 2016   | Туђинка        | Награда Сателит                      | Награда Сателит за најбољу глумачку поставу (телевизија) | Освојено   |  |
| 2016   | Туђинка        | Женска слика награда                 | Најбоља глумица у драмској серији                        | Освојено   |  |
| 2016   | Туђинка        | Награда Сатурн                       | Награда Сатурн за најбољу глумицу на телевизији          | Освојено   |  |
| 2016   | Туђинка        | Ирске филмске & телевизијске награде | Најбоља глумица                                          | Номинација |  |
| 2016   | Туђинка        | Награда Англофил канала              | Најбоља глумица у телевизијској серији                   | Освојено   |  |
| 2016   | Туђинка        | Ентретејмент Викли награде           | Најбоља глумица у драмској серожији                      | Освојено   |  |
| 2016   | Туђинка        | БАФТА Шкотска                        | Најбоља глумица на телевизији                            | Освојено   |  |
| 2016   | Туђинка        | Награда критике                      | Најбоља глумица у драмској серији                        | Номинација |  |
| 2017   | Туђинка        | Награда публике                      | Омиљена глумица у научно-фантастичној серији             | Освојено   |  |
| 2017   | Туђинка        | Награде Златни глобус                | Најбоља глумица у драмској серији                        | Номинација |  |
| 2017   | Туђинка        | Оскар Вајлд награда                  | Н/Д                                                      | Освојено   |  |
| 2017   | Туђинка        | Женска слика награде                 | Најбоља глумица у драмској серији                        | Номинација |  |
| 2017   | Туђинка        | Ирске филмске & телевизијске награде | Најбоља глумица                                          | Номинација |  |
| 2017   | Туђинка        | Награда Сатурн                       | Награда Сатурн за најбољу глумицу на телевизији          | Номинација |  |
| 2018   | Туђинка        | Награде Златни глобус                | Најбоља глумица у драмској серији                        | Номинација |  |
| 2018   | Туђинка        | Женска слика награде                 | Најбоља глумица у драмској серији                        | Номинација |  |
| 2018   | Туђинка        | Награда Сателит                      | Награда Сателит за најбољу глумицу у ТВ серији (драма)   | Номинација |  |
| 2018   | Туђинка        | Награде критике                      | Најбоља глумица                                          | Номинација |  |
| 2018   | Туђинка        | Ирске филмске & телевизијске награде | Најбоља глумица у дрмаској серији                        | Освојено   |  |
| 2018   | Туђинка        | Награда Сатурн                       | Награда Сатурн за најбољу глумицу на телевизији          | Номинација |  |
| 2019   | Туђинка        | Награда Златни глобус                | Најбоља глумица у драмској серији                        | Номинација |  |
| 2019   | Туђинка        | Награда Сатурн                       | Награда Сатурн за најбољу глумицу на телевизији          | Номинација |  |